# Myoxocephalus polyacanthocephalus
Myoxocephalus polyacanthocephalus és una espècie de peix pertanyent a la família dels còtids.

## Descripció
- Fa 80 cm de llargària màxima i 9 kg de pes.
- Aleta caudal lleugerament arrodonida.[3][4][5]

## Alimentació
Menja peixets.

## Hàbitat
És un peix marí, demersal i de clima temperat que viu entre 0-775 m de fondària.

## Distribució geogràfica
Es troba al Pacífic nord: des de Hokkaido (el Japó) i Kamtxatka (Rússia) fins a les illes Aleutianes, la costa d'Alaska del mar de Bering i Puget Sound (Washington).

## Observacions
És inofensiu per als humans.